# Tour de Francia Femenino 2023
El Tour de France Femmes 2023 (oficialmente Tour de France Femmes avec Zwift) fue la  edición 31 del Tour de Francia Femenino. La carrera se llevó a cabo del 23 al 30 de julio de 2023, fue la vigesimoprimera carrera en el calendario de la UCI Women's World Tour 2023 .

## Equipos
22 equipos formaron parte de la segunda edición de la carrera. Cada equipo contó con siete corredoras, una más que en la edición del 2022. Los 15 equipos WorldTour Team Femeninos fueron invitados automáticamente. A esos 15 se unieron otros 7 equipos continentales femeninos de la  UCI: los dos mejores equipos continentales femeninos de la UCI del 2022 (Ceratizit–WNT Pro   Cycling y Lifeplus–Wahoo) que recibieron una invitación automática, y los otros cinco equipos fueron seleccionados por Amaury Sport Organisation (ASO), los organizadores del Tour. Los equipos seleccionados fueron anunciados el 14 de abril de 2023.
UCI WorldTeams
- Canyon SRAM Racing
- EF Education-TIBCO-SVB
- FDJ-SUEZ
- Fenix-Deceuninck
- Human Powered Health
- Israel-Premier Tech Roland
- Liv Racing TeqFind
- Movistar Team
- SD Worx
- Team DSM - Firmenich
- Team Jayco AlUla
- Team Jumbo-Visma
- Lidl-Trek
- UAE Team ADQ
- Uno-X Pro Cycling Team

UCI Continental Teams
- AG Insurance–Soudal–Quick-Step
- Arkéa Pro Cycling Team
- Ceratizit-WNT Pro Cycling
- Cofidis
- Lifeplus Wahoo
- St. Michel–Auber93
- Team Coop-Hitec Products

## Recorrido
En octubre del 2022, el recorrido fue anunciado por la directora de la carrera, Marion Rousse . La carrera comenzó en Clermont-Ferrand el mismo día que finalizó el Tour masculino en París, antes de dirigirse hacia el sur a través del Macizo Central hacia los Pirineos . La etapa final fue una contrarreloj individual en Pau, utilizando un recorrido similar al de la edición 2019 de La Course by Le Tour de France . La ganadora de 2022, Annemiek van Vleuten, calificó la ruta como "una mejora", y otros ciclistas dieron la bienvenida a la inclusión de subidas más grandes y una contrarreloj individual.
Al igual que la edición del 2022, la ruta necesitó una exención de la Unión Ciclista Internacional, ya que las carreras de Women's WorldTour tienen una longitud máxima de etapa de 160 kilómetros (99,4 mi) y una duración máxima de carrera de seis días.
| Etapa | Fecha       | Recorrido                                  | Distancia        | Tipo            | Tipo                    | Ganadora            |
| ----- | ----------- | ------------------------------------------ | ---------------- | --------------- | ----------------------- | ------------------- |
| 1     | 23 julio    | Clermont-Ferrand                           | 124 km (77,1 mi) |                 | Etapa Llana             | Lotte Kopecky       |
| 2     | 24 de julio | Clermont-Ferrand - Mauriac                 | 148 km (92,0 mi) |                 | Etapa de Media Montaña  | Liane Lippert       |
| 3     | 25 de julio | Collonges-la-Rouge - Montignac-Lascaux     | 147 km (91,3 mi) |                 | Etapa Llana             | Lorena Wiebes       |
| 4     | 26 de julio | Cahors - Rodez                             | 177 km (110 mi)  |                 | Etapa de Media Montaña  | Yara Kastelijn      |
| 5     | 27 julio    | Onet-le-Château - Albi                     | 126 km (78,3 mi) |                 | Etapa Llana             | Ricarda Bauernfeind |
| 6     | 28 de julio | Albi - Blagnac                             | 122 km (75,8 mi) |                 | Etapa Llana             | Emma Norsgaard      |
| 7     | 29 julio    | Lannemezan - Tourmalet Bagnères-de-Bigorre | 90 km (55,9 mi)  |                 | Etapa de Montaña        | Demi Vollering      |
| 8     | 30 de julio | Pau                                        | 22 km (13,7 mi)  |                 | Contrarreloj Individual | Marlen Reusser      |
| Total | Total       | Total                                      | 956 km (594 mi)  | 956 km (594 mi) | 956 km (594 mi)         | 956 km (594 mi)     |

## Previa de la carrera
Antes de la carrera, Annemiek van Vleuten y Demi Vollering eran consideradas favoritas para la clasificación general, tras las victorias de Van Vleuten en La Vuelta Femenina y Giro Donne, y los segundos puestos de Vollering en  La Vuelta Femenina y el Tour de France Femenino 2022. Otras contendientes apuntadas para la clasificación general son Elisa Longo Borghini, Juliette Labous, Ashleigh Moolman-Pasio y Veronica Ewers.
Lorena Wiebes, Charlotte Kool y Silvia Persico fueron consideradas favoritas para la clasificación por puntos, con Van Vleuten, Vollering y Ricarda Bauernfeind para la clasificación de la montaña .

## Evolución de la clasificación
| Etapa                   |                         | Ganador _            | Clasificación general | Puntos        | Montaña               | Jóvenes         | Combatividad          | Equipo  |
| ----------------------- | ----------------------- | -------------------- | --------------------- | ------------- | --------------------- | --------------- | --------------------- | ------- |
| 1.ª etapa               | etapa llana             | Lotte Kopecky        | Lotte Kopecky         | Lotte Kopecky | Lotte Kopecky         | Cédrine Kerbaol | Marta Lach            | SD Worx |
| 2.ª etapa               | etapa escarpada         | Liane Lippert        | Lotte Kopecky         | Lotte Kopecky | Yara Kastelijn        | Cédrine Kerbaol | Anouska Helena Koster | SD Worx |
| 3.ª etapa               | etapa llana             | Lorena Wiebes        | Lotte Kopecky         | Lotte Kopecky | Julie Van de Velde    | Cédrine Kerbaol | Julie Van de Velde    | SD Worx |
| 4.ª etapa               | etapa escarpada         | Yara Kastelijn       | Lotte Kopecky         | Lotte Kopecky | Anouska Helena Koster | Cédrine Kerbaol | Yara Kastelijn        | SD Worx |
| 5.ª etapa               | etapa llana             | Ricarda Bauernfeind  | Lotte Kopecky         | Lotte Kopecky | Yara Kastelijn        | Cédrine Kerbaol | Ricarda Bauernfeind   | SD Worx |
| 6.ª etapa               | etapa llana             | Emma Norsgaard Bjerg | Lotte Kopecky         | Lotte Kopecky | Yara Kastelijn        | Cédrine Kerbaol | Agnieszka Skalniak    | SD Worx |
| 7.ª etapa               | etapa de montaña        | Demi Vollering       | Demi Vollering        | Lotte Kopecky | Katarzyna Niewiadoma  | Cédrine Kerbaol | Katarzyna Niewiadoma  | SD Worx |
| 8.ª etapa               | contrarreloj individual | Marlen Reusser       | Demi Vollering        | Lotte Kopecky | Katarzyna Niewiadoma  | Cédrine Kerbaol | no otorgado           | SD Worx |
| Clasificaciones finales | Clasificaciones finales |                      | Demi Vollering        | Lotte Kopecky | Katarzyna Niewiadoma  | Cédrine Kerbaol | Yara Kastelijn        | SD Worx |